# Гетто в Вороничах (Витебская область)
Гетто в Воро́ничах (сентябрь 1941 — 10 января 1942) — еврейское гетто, место принудительного переселения евреев деревни Вороничи Полоцкого района Витебской области и близлежащих населённых пунктов в процессе преследования и уничтожения евреев во время оккупации территории Белоруссии войсками нацистской Германии в период Второй мировой войны.

## Оккупация Вороничей и создание гетто
В 1941 году в деревне Вороничи был 171 двор, проживало 534 человека. Немецкие войска без боя заняли местечко через полторы недели после начала войны, и оккупация продлилась до 29-30 июня 1944 года. После оккупации в деревне был размещен немецкий гарнизон.
В сентябре 1941 года немцы провели очередную «акцию» (таким эвфемизмом нацисты называли организованные ими массовые убийства) — убили шестерых евреев, которых пригнали ремонтировать настил на мосту. Их отвезли в лес «Остивки» и расстреляли.
Реализуя нацистскую программу уничтожения евреев, немцы создавали гетто почти во всех городах и населённых пунктах Беларуси, где проживало еврейское население. Так и в Вороничах оккупанты в середине сентября 1941 года (в начале 1942 года) организовали гетто. Всех евреев согнали в два дома на главной улице деревни. Гетто не было огорожено, но охранялось полицаями.

## Уничтожение гетто
10 января 1942 года (в сентябре 1941 года) в Вороничи прибыл немецкий карательный отряд и полицаи из Бобыничей. Они собрали всех евреев, а в пытавшихся бежать тут же стреляли. Над ранеными каратели издевались и избивали их. Обреченных людей отвели к русскому кладбищу. Там, около кладбища, всех расстреляли в большой канаве — в основном, это были старики, женщины и дети. Всего в этот день были убиты 60 (62) человек, из них 28 — дети до 13 лет.

## Случаи спасения
Из местных евреев только один — по фамилии Соловей — успел уйти на восток. Когда его оставшихся в деревне жену и двоих детей немцы вели на расстрел, пятнадцатилетний сын сумел бежать, перешел линию фронта и в конце концов нашел отца. Одна женщина с сыном смогла сбежать по дороге на расстрел — они прятались по деревням, но их выдали и убили.

## Память

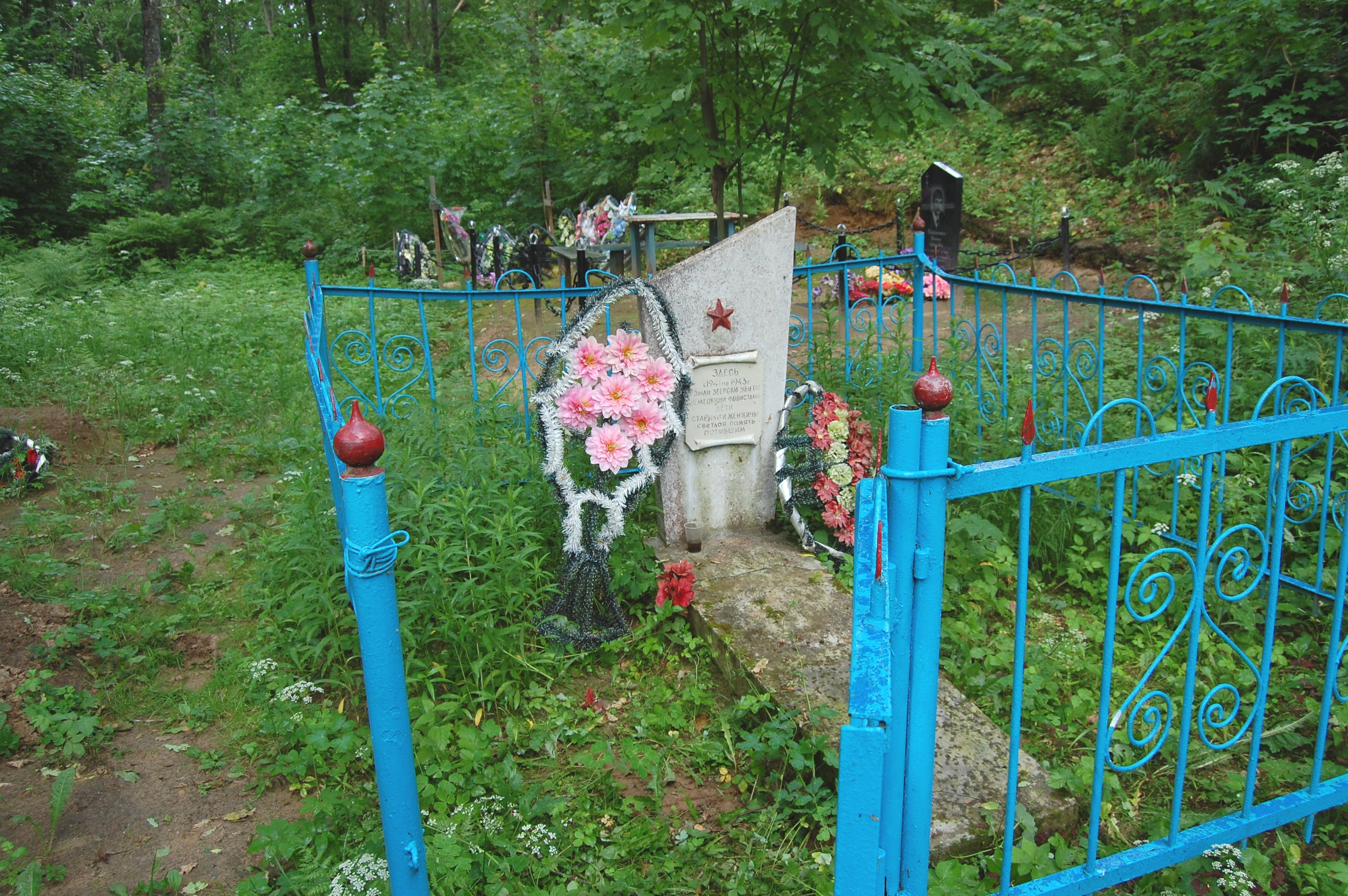
Старый (первоначальный) памятник евреям Вороничей

В послевоенные годы председателем местного колхоза был еврей — Борис Лазаревич. Его стараниями на месте расстрела на русском кладбище был поставлен памятник жертвам геноцида евреев с надписью: «Здесь с 1941 по 1943 год были зверски убиты немецкими фашистами дети, старики и женщины. Светлая память погибшим».